# Earl of Bristol
Earl of Bristol ist ein erblicher britischer Adelstitel, der je einmal in der Peerage of England und der Peerage of Great Britain verliehen wurde.

## Verleihungen

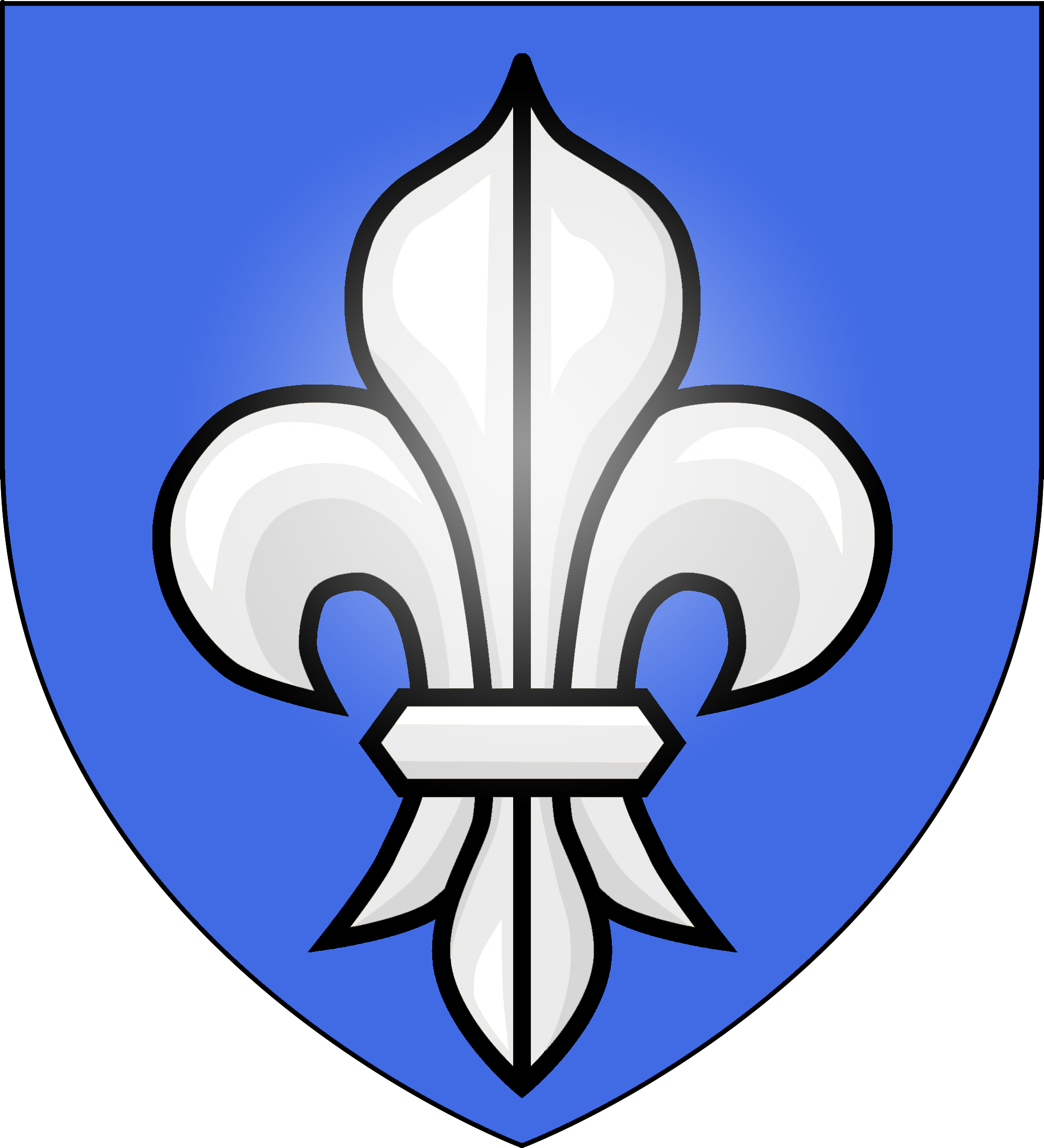
Wappen der Earls of Bristol erster Verleihung

Wappen der Earls of Bristol zweiter Verleihung

Der Titel wurde erstmals am 15. September 1622 in der Peerage of England für den Politiker und Diplomaten John Digby, 1. Baron Digby, geschaffen. Diesem war bereits am 25. November 1618 in der Peerage of England der fortan nachgeordnete Titel Baron Digby, of Sherborne in the County of Dorset, verliehen worden. Beide Titel erloschen beim kinderlosen Tod seines Enkels, des 3. Earls, am 18. September 1698.
In zweiter Verleihung wurde der Titel am 19. Oktober 1714 an den Politiker und Staatsmann John Hervey, 1. Baron Hervey, neu verliehen. Dieser war bereits am 23. März 1703 in der Peerage of England zum Baron Hervey, of Ickworth in the County of Suffolk, erhoben worden. Sein Urenkel, der 5. Earl, wurde am 30. Juni 1826 auch zum Marquess of Bristol erhoben. Die Titel sind seither nachgeordnete Titel des jeweiligen Marquess.

## Liste der Earls of Bristol

### Earls of Bristol, erste Verleihung (1622)
- John Digby, 1. Earl of Bristol (1586–1653)
- George Digby, 2. Earl of Bristol (1612–1677)
- John Digby, 3. Earl of Bristol (um 1635–1698)

### Earls of Bristol, zweite Verleihung (1714)
- John Hervey, 1. Earl of Bristol (1665–1751)
- George Hervey, 2. Earl of Bristol (1721–1775)
- Augustus Hervey, 3. Earl of Bristol (1724–1779)
- Frederick Hervey, 4. Earl of Bristol (1730–1803)
- Frederick Hervey, 1. Marquess of Bristol, 5. Earl of Bristol (1769–1859)
- Frederick Hervey, 2. Marquess of Bristol, 6. Earl of Bristol (1800–1864)
- Frederick Hervey, 3. Marquess of Bristol, 7. Earl of Bristol (1834–1907)
- Frederick Hervey, 4. Marquess of Bristol, 8. Earl of Bristol (1863–1951)
- Herbert Hervey, 5. Marquess of Bristol, 9. Earl of Bristol (1870–1960)
- Victor Hervey, 6. Marquess of Bristol, 10. Earl of Bristol (1915–1985)
- John Hervey, 7. Marquess of Bristol, 11. Earl of Bristol (1954–1999)
- Frederick Hervey, 8. Marquess of Bristol, 12. Earl of Bristol (* 1979)

Titelerbe (Heir Presumptive) ist ein entfernter Verwandter des jetzigen Marquesses, Alexander George Hervey (* 1920).